# リングィーサ

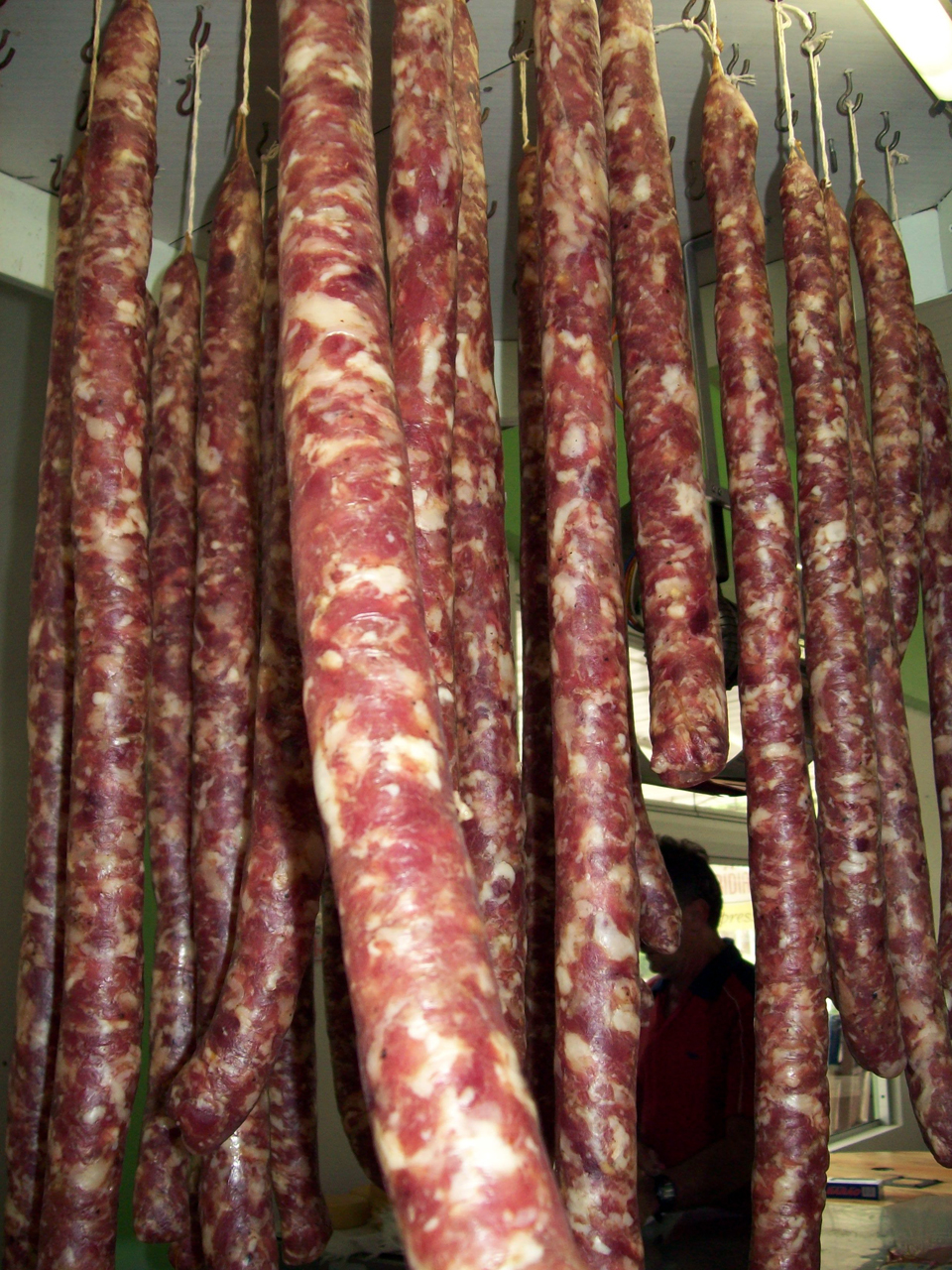
ブラジルのリングィーサ

リングィーサ（ポルトガル語: Linguiça）とは、豚肉を主原料とし、唐辛子などのスパイスを加えたポルトガル風のソーセージ。
ポルトガル以外では、ブラジル、アメリカ合衆国のハワイ州、カリフォルニア州、ロードアイランド州、マサチューセッツ州南東部、日本の沖縄県などで人気がある。英語圏ではポーチュギーズ・ソーセージ（Portuguese sausage）という名称が一般的である。
沖縄県では以下の3ブランドが販売されているが、英語の発音に倣ってポチギという通称で呼ばれることが多い。県内では非常にポピュラーな商品であるが、本土ではほとんど知られておらず、都市部の輸入食料品店や沖縄食材店、ホームメイドのソーセージ専門店を除いて見かけることはない。
- ポチギ（ニッポンハム）　-　元々は沖縄のアジアハム（廃業）の製品。2001年に日本ハムの子会社である南日本ハムが商標権やレシピを受け継いだ[1]。生産地である宮崎県でも販売されている。
- ポルトギュー（オキハム）
- ポルトギース（沖縄ホーメル）

また、エア・ウォーターの子会社で鳥取県米子市に本社を置く大山ハムは、沖縄で製造されていたポチギに目を付け、ハワイアンポチキという名称で製品化している。